# Јосип Прша
Јосип Прша (Обреж, код Загреба, 1922 — Калник, код Новог Марофа, почетак септембра 1943), учесник Народноослободилачке борбе и народни херој Југославије.

## Биографија
Рођен је 1922. године у Обрежу код Загреба, у сиромашној сељачкој породици. До 1941. године бавио се земљорадњом. Док је још био дете, родитељи су му се доселили у село Греду код Сиска. Имао је много браће и сестара, те је од ране младости морао да ради као сеоски надничар.
Већ као младић, Јосип Прша се повезао са напредним покретом. Члан Савеза комунистичке омладине Југославије постао је 1939. године. Ускоро је постављен за секретара скојевске групе у своме селу, а постао је и чланом Општинског комитета СКОЈ-а у Селима. Учествовао је у раду Окружне конференције СКОЈ-а у близини Сиска 1940. године. Исте године постао је члан Комунистичке партије Југославије.
Након почетка рата, народноослободилачком покрету прикључио се у августу 1941. године. У првим данима устанка, организовао је омладину свога села за борбу. Његовом заслугом у партизане је отишло преко 150 бораца из села Греде.
Већ се на почетку рата истакао у борбама. Након формирања Банијске пролетерске чете, ушао је у њен састав. У ту чету су, иначе, примани само најхрабрији и најбољи борци. Са Банијском пролетерском четом прошао је Банију, Босну, Словенију и Калник. Када је чета расформирана, пошто су сви њени борци одређени за руководиоце у другим партизанским јединицама, Прша је именован за политичког комесара Првог батаљона Калничког партизанског одреда. Када је тај батаљон прешао у састав Шеснаесте омладинске бригаде „Јожа Влаховић“, постављен је за заменика комесара те бригаде.
Као већ познати комунист и прекаљени борац, послан је 1943. године, на тражење Окружног комитета КПХ Вараждин, за секретара Котарског комитета КПХ за Нови Мароф. На овој дужности, као двадесетједногодишњи младић, развио је велику активност.
Погинуо је почетком септембра 1943. године у селу Калнику, у борби са усташама. Усташе су извршиле изненадни напад из Калничке шуме на партизанску бригаду која се налазила у селу. Јосип је, међу првима, уочио непријатеље, зграбио пушкомитраљез и почео да пуца. Непријатељ се помео, а партизани су се сабрали и разбили усташки напад. У нападу је Јосип Прша био смртно погођен.
За време рата су му погинула тројица браће, а отац му је убијен у логору Јасеновац.
Указом председника Федеративне Народне Републике Југославије Јосипа Броза Тита, 27. јула 1953. године, проглашен је за народног хероја.